# Alfin-Katalysatoren
Alfin-Katalysatoren sind Katalysatoren, die aus der Reaktion eines Alkalialkoholats mit einem Olefinhalogenid stammen. Sie wurden von Avery Morton entdeckt. Der Name Alfin leitet sich von der Verwendung eines Alkohols und eines Olefins bei ihrer Herstellung ab.

## Gewinnung und Darstellung
Zu den Alfin-Katalysatoren zählt unter anderem das Gemisch aus Allylnatrium, Natriumisopropylat und Natriumchlorid. Avery Morton stellte es durch Reaktion von Amylnatrium mit Isopropylalkohol und Propylen dar, wobei Amylnatrium aus Amylchlorid und Natrium gewonnen wurde.

## Verwendung
Alfin-Katalysatoren werden zur Umwandlung von Olefinen in Polyolefinpolymere verwendet. Sie dienten anfangs überwiegend zur Polymerisation von konjugierten Dienen. Die erhaltenen Polymeren, insbesondere Polybutadiene, fanden zunächst keine technische Verwendung, da die erzeugte Polymere mit Molekulargewichten von mehreren Millionen auf herkömmliche Art nicht oder nur schwierig verarbeitbar waren. Sie hatten im Zuge der Kautschuk-Entwicklung während des II. Weltkrieges in Amerika Bedeutung, wurden aber danach nicht kommerziell verwendet. Die von Morton hergestellten Alfin-Polybutadiene besitzen eine 1,4-cis-Anteil von weniger von 5 %, einen 1,4-trans-Anteil von etwa 70–75 % und einen 1,2-Anteil von etwa 20–25 %. Durch als Molekulargewichtsregler eingesetzte dihydroaromatische Verbindungen, beispielsweise Dihydronaphthalin, erhielt man später Molekulargewichte im technisch gewünschten Bereich, die in den 1950er Jahren zu einem großtechnischen Einsatz führten.

## Externe Links zu erwähnten Verbindungen
1. ↑  Externe Identifikatoren von bzw. Datenbank-Links zu Allylnatrium:  CAS-Nr.: 2521-40-6, PubChem: 12859841, Wikidata: Q82370607.
2. ↑  Externe Identifikatoren von bzw. Datenbank-Links zu Amylnatrium:  CAS-Nr.: 1822-71-5, PubChem: 12274243, Wikidata: Q82321006.